# 阎庆文
阎庆文（1955年5月—），男，汉族，辽宁葫芦岛人，中华人民共和国政治人物，曾任陕西省高级人民法院院长，第十二届全国人民代表大会陕西地区代表。

## 生平
阎庆文毕业于辽宁省委党校法学专业。1974年加入中国共产党。2013年，担任全国人大代表。